# Hypocrita meres
Hypocrita meres là một loài bướm đêm thuộc phân họ Arctiinae, họ Erebidae.